# Friedrich Sigismund Leuckart
Friedrich Andreas Sigismund Leuckart (Helmstedt, 26 agosto 1794 – Friburgo in Brisgovia, 25 agosto 1843) è stato un naturalista e zoologo tedesco.

## Biografia
È nato a Helmstedt, in Bassa Sassonia e ha studiato medicina presso l'Università di Gottinga. Dal 1816 ha fatto diversi viaggi di esplorazione.
Nel 1823 ha avuto la sua abilitazione presso l'Università di Heidelberg e ha insegnato anatomia comparata, zoologia e medicina veterinaria, è diventato professore a partire dal 1829. Nel 1832 si trasferisce all'Università di Friburgo come professore ordinario e ha continuato il suo insegnamento.
Ha scritto opere notevoli sugli invertebrati marini, in particolare Versuch einer naturgemaessen Eintheilung der Helminthen (1827) e Einleitung in die Allgemeine Naturgeschichte (1832).
Egli è ricordato per specie di vermi parassiti Calliobothrium leuckartii (Van Beneden, 1850).
Era lo zio dello zoologo Rudolf Leuckart (1822-1898).